# Sylon hippolytes
Sylon hippolytes är en kräftdjursart som beskrevs av Michael Sars 1870. Enligt Catalogue of Life ingår Sylon hippolytes i släktet Sylon och familjen Clistosaccidae, men enligt Dyntaxa är tillhörigheten istället släktet Sylon och familjen Sylonidae. Arten är reproducerande i Sverige. Inga underarter finns listade i Catalogue of Life.